# Marcelo Bechara
Marcelo Bechara de Souza Hobaika (Bahia) é advogado, especialista em Direito Digital, Entretenimento, Internet, Radiodifusão, Telecomunicações e Privacidade. Atual Diretor de Relações Institucionais e Regulação do Grupo Globo.

## Biografia
Marcelo Bechara, nasceu em Salvador/BA. Formado em Direito em 2001 Belo Horizonte. Possui MBA em Direito da Economia e da Empresa pela FGV em 2003 se especializou em Direito Digital. Certificado pela Harvard Law School, pela Georgetown University e pela World Intellectual Property Organization – OMPI. Foi Consultor Jurídico do Ministério das Comunicações de 2005 a 2010, Procurador-Geral da Anatel de 2010 a 2011, Conselheiro-Diretor da Anatel de 2011 a 2015, sendo Vice-Presidente da Anatel em 2015. Membro do Comitê Gestor da Internet no Brasil - CGI.br por 9 anos entre 2006 e 2015 tendo participado da formulação do Decálogo - Princípios Para a Governança e Uso da Internet no Brasil e, posteriormente, o Marco Civil Da Internet. Foi do Conselho de Administração do Núcleo de Informação .br, Autor do Livro Radiodifusão e TV Digital no Direito Brasileiro. Diplomado pela Escola Superior de Guerra – ESG em 2012. É membro do Conselho Superior da ABERT – Associação Brasileira de Emissoras de Rádio e Televisão para o biênio 2020-2022 e Membro do Conselho Nacional de Cinema de 2018 a 2010. É Vic-Presidente Jurídico da ABTA - Associação Brasileira das Empresas de Televisão por Assinatura e Vice-Presidente do IAB Brasil - Interactive Advertising Bureau. É o Diretor de Relações Institucionais e Regulação de Midias do Grupo Globo.
A presidente da República, Dilma Rousseff, encaminhou para apreciação do Senado Federal os nomes de Marcelo Bechara de Souza Hobaika (atual procurador da Agência) e Rodrigo Zerbone Loureiro (consultor jurídico do Ministério das Comunicações) para os cargos de membros do Conselho Diretor da Anatel. A mensagem foi publicada 13 de outubro de 2011 no Diário Oficial da União.

## Artigos, Livros e Colaborações
Livros publicados/organizados ou edições
HOBAIKA, M. B. S.. Buracos Negros Digitais: A responsabilidade como defesa à livre expressão e combate à censura na internet. 1. ed. Produção Independente, 2020. 144p . 
HOBAIKA, M. B. S.; BORGES, R. C. . Radiodifusão e TV Digital no Direito Brasileiro. 1. ed. Editora Fórum, 2007. 294p . 
Capítulos de livros publicados
HOBAIKA, M. B. S.; BORGES, L. C. C. . O Marco Civil da Internet e o Setor de Telecomunicações. In: Gustavo Artese. (Org.). Marco Civil da Internet. Análise Jurídica Sob Uma Perspectiva Empresarial. 1ed.: Quartier Latin, 2015, v. , p. 1-404. 
HOBAIKA, M. B. S.; BORGES, L. C. C. . Da proteção aos registros, dados pessoais e comunicações privadas ? um enfoque sobre o marco civil da internet. In: George Salomão Leite; Ronaldo Lemos. (Org.). Marco Civil da Internet. 1ed.: Atlas, 2014, v. , p. 1-1048.
BECHARA, Marcelo. A inclusão digital à luz dos direitos humanos. In: (Comitê Gestor da Internet no Brasil). Pesquisa sobre o uso das tecnologias da informação e da comunicação 2005. São Paulo, 2006, pp. 33-37
BECHARA, Marcelo. 1 simpósio infra-estrutura e logística no Brasil "Desafios para um País Emergente Telecomunicações e Desenvolvimento
Tecnológico. In:. Desafios para um País Emergente Telecomunicações e Desenvolvimento Tecnológico 2008. Brasília, 2008.
Textos em jornais de notícias/revistas
HOBAIKA, M. B. S.. Uberização dos modelos dos negócios. Jornal Correio Braziliense, 16 jul. 2015. 
HOBAIKA, M. B. S.. A Internet no Brasil. Estado de Minas, 06 jul. 2015. 
HOBAIKA, M. B. S.. A caminho da democracia colaborativa. O Globo, 21 out. 2014. 
Apresentações de Trabalho
HOBAIKA, M. B. S.. O Estado e a Arbitragem nas Áreas Reguladas. 2011. (Apresentação de Trabalho/Conferência ou palestra). 
HOBAIKA, M. B. S.. Regulação e Concorrência: transparência e efetividade. 2011. (Apresentação de Trabalho/Seminário). 
Entrevistas, mesas redondas, programas e comentários na mídia
HOBAIKA, M. B. S. TV Senado aos 25 anos: Conferência Nacional de Comunicação: especialistas falam sobre lições e desafios após 10 anos. 2021. (Programa de rádio ou TV/Entrevista)
HOBAIKA, M. B. S. Programa Startup Show. Jurado. 2018 (Programa Web).
HOBAIKA, M. B. S.. Marco Civil da Internet. 2014. (Programa de rádio ou TV/Entrevista). 
HOBAIKA, M. B. S.. Marco Civil da Internet no Brasil. 2014. (Programa de rádio ou TV/Entrevista). 
HOBAIKA, M. B. S.. A Aprovação do Marco Civil da Internet. 2014. (Programa de rádio ou TV/Entrevista).
HOBAIKA, M. B. S.. Marco Civil da Internet: a neutralidade de rede. 2012. (Programa de rádio ou TV/Entrevista). 
HOBAIKA, M. B. S.. Cobrança de taxas de telefonia móvel. 2012. (Programa de rádio ou TV/Entrevista). 
HOBAIKA, M. B. S.. PL 29 Regulamentação das Comunicações. 2010. (Programa de rádio ou TV/Entrevista). 
HOBAIKA, M. B. S.. Inclusão Digital. 2009. (Programa de rádio ou TV/Entrevista). 
HOBAIKA, M. B. S.. CONFECOM. 2009. (Programa de rádio ou TV/Entrevista).
HOBAIKA, M. B. S. Programa do Jô em 2005, TV Globo. (Programa de rádio ou TV/Entrevista)

Bibliografia
- Radiodifusão e TV digital no direito brasileiro [4]